# Sid Catena
La Sid Catena è una struttura geologica della superficie di Callisto.